# 케빈에 대하여
《케빈에 대하여》는 라이오넬 슈라이버의 2003년 소설로, 서펜터스 테일에서 출판되었다. 이 책은 10대 살인자의 어머니인 에바 카차두리안의 1인칭 시점에서 작성되었으며 에바가 남편에게 보낸 일련의 편지에서 들은 바와 같이 그녀의 사이코패스 아들 케빈과 화해하려는 시도와 그가 저지른 살인을 기록하고 있다.
슈라이버의 일곱 번째 소설인 이 소설은 영어로 글을 쓰는 모든 나라의 여성 작가들을 위한 영국에 기반을 둔 상인 2005년 오렌지상을 수상했다. 2011년에 그 소설은 영화로 각색되었다.

## 줄거리
그녀의 아들 케빈이 태어나기도 전에, 에바 카차두리안은 부모가 되는 것과 어머니가 되는 것에 대한 양면성으로 어려움을 겪었다. 케빈이 어려운 유아와 어린이였기 때문에, 그녀는 케빈을 키우는 데 집중하기 위해 여행 가이드의 작가와 출판사로서의 성공적인 경력을 포기했다. 하지만 그녀의 아들이 사악한 정신병적 특성을 발달시켰기 때문에 무언가 잘못되어 있다. 그의 아버지인 프랭클린 플래스켓은 문제를 인정하기를 거부한다. 상황이 파국적으로 변하면서, 에바는 자신과 프랭클린이 어디서 잘못되었는지 알아내려고 노력한다.
15세 케빈에 의해 저질러진 학교 학살의 여파로, 에바는 2000년 11월에 프랭클린에게 편지를 쓰기 시작한다. 그녀는 남편과의 관계의 역사와 살인까지 케빈의 삶의 사건들에 대해 솔직하게 반성한다. 그녀는 또한 그녀의 현재 삶을 이야기한다: 그녀는 아들의 형사 재판과 아들의 피해자 중 한 명의 어머니가 제기한 그녀에 대한 민사 소송에 모두 관여했다. 에바는 법적 비용을 지불하기 위해 가족의 집을 팔았지만, 케빈이 수감되어 있는 클라버락 소년원 근처에 있기 위해, 그녀는 여전히 같은 마을에 살고 있고 지역 사회로부터 외면받고 있다. 그녀는 그들이 냉랭한 관계를 맺고 있는 감옥에 있는 케빈을 정기적으로 방문한다.
에바는 케빈을 키우기 위해 마지못해 경력에서 물러났고, 두 사람은 오랫동안 의지의 싸움에 갇혀 있었다. 케빈은 겉보기에는 모든 사람들, 특히 그의 어머니를 경멸과 증오로 여기지만 프랭클린이 곁에 있을 때는 다루기 쉬운 척한다. 에바는 겉보기에 에바의 소지품에 대한 사소한 방해에서부터 어쩌면 한 소녀가 습진에 걸린 피부를 도려내도록 격려하는 것에 이르기까지 그의 행동이 의도적으로 적대적이라고 인식한다. 케빈은 화장실 훈련에 저항했고, 에바는 그녀가 케빈의 팔을 세게 때리고 부러뜨리도록 이끌었다고 밝혔다; 케빈은 프랭클린에게 이것은 사고라고 말했고 에바를 조종하기 위해 비밀을 사용했다.
케빈이 어렸을 때 심하게 아팠을 때, 그는 에바의 보살핌을 처음으로 잠시 받아들이며, 무관심한 행동을 하기에는 너무 피곤해 보이는 프랭클린을 거부한다. 에바는 로빈 후드를 그에게 읽어주고 그는 회복된 후에 양궁을 배우는 것에 즐거움을 느끼지만, 그렇지 않으면 인간의 열정과 관련이 없는 것처럼 보인다. 그는 나이가 들면서 아첨꾼 친구인 레너드를 조종하고, 공공 기물 파손에 관여하고, 플로피 디스크에 있는 컴퓨터 바이러스를 수집하는 것에도 관심을 갖는다. 그는 또래들을 불안하게 하고, 불편할 정도로 작은 옷을 입음으로써 관습에 대한 경멸을 표현하며, 학교 총격범과 대량 살인범의 뉴스를 따라간다. 고등학교에서 케빈, 레너드, 그리고 두 명의 다른 소년들은 그들의 드라마 선생님이 성적 학대를 했다고 비난한다; 에바는 그가 잘못된 비난을 계획했다고 확신한다.
케빈의 행동이 악화되자 프랭클린은 그의 아들이 정상이고 종종 오해를 받는다고 확신하며 케빈을 변호한다. 케빈은 프랭클린이 곁에 있을 때마다 사랑스럽고 예민한 아들 역을 맡는다. 에바의 아들에 대한 명백한 혐오와 그들의 불신은 그 부부 사이에 불화를 만든다. 그들에게는 둘째 아이인 실리아가 있는데, 프랭클린은 에바가 좋아하는 아이라고 믿고 있다. 케빈은 종종 실리아에게 공격적이고 그녀의 애정 어린 본성을 이용한다. 실리아가 6살이 되었을 때, 그녀의 애완 설치류는 사라지고 얼마 지나지 않아 부엌 싱크대가 막히게 되는데, 에바는 부식성 배수구 청소기로 그것을 치운다. 케빈이 실리아를 돌보는 동안, 그녀는 청소부를 발견하고 실수로 그녀의 눈을 파괴하고 얼굴에 상처를 입혔다고 한다. 에바는 청소부를 치우고 케빈이 실리아를 공격했다고 확신한다. 이 비난은 프랭클린이 케빈의 양육권을 가질 의도로 이혼을 요구하도록 이끌었고, 케빈은 그들의 말을 엿들었다.
에바가 대학살 이야기 자체를 이야기할 때, 마침내 프랭클린과 실리아가 죽었다는 것이 밝혀진다. 케빈은 학교에 가기 전에 집에서 석궁으로 그들 둘을 죽였는데, 그곳에서 그는 7명의 급우, 식당 종업원, 그리고 선생님을 유인해서 체육관에 가두었고 그들을 공격했다. 에바는 이혼으로 인해 그가 어머니에 대한 최종적인 승리를 부인하거나 프랭클린의 정상적인 행동에 갇히는 것을 피하기 위해 그렇게 했을 것이라고 추측한다. 그녀는 또한 그가 그의 희생자들을 위해 열정적인 관심을 가진 것에 대해 분개한 사람들을 선택했다고 믿는다. 케빈은 미성년자로 기소되기 위해 16세 생일 전 3일 동안 공격 타이밍을 잡고, 자신이 폭력적인 정신병 부작용을 겪고 있다고 주장하기 위해 프로작의 처방전을 사용함으로써 가벼운 형량을 보장했다.
이 소설은 케빈이 18세가 되어 최고 보안 교도소인 싱싱으로 이송되기 직전인 대학살 2주년 기념일에 끝난다. 겁에 질린 그는 실리아의 의족을 에바에게 건네고 사과한다. 에바는 케빈에게 왜 살인을 저질렀는지 처음으로 물었고, 케빈은 더 이상 확신할 수 없다고 대답한다. 그들은 포옹하고, 에바는 그가 한 일에도 불구하고 그녀는 그녀의 아들을 사랑하고, 그녀는 그가 풀려날 날을 기다리고 그녀는 그를 집으로 맞이할 수 있다고 결론짓는다.

## 주제
슈라이버는 주로 케빈과 관련하여 성격과 행동을 결정하는 데 있어 선천적인 특성과 개인적인 경험의 상대적 중요성에 초점을 맞춘다. 이 책은 특히 에바의 출산에 대한 양면성이 케빈의 발달에 영향을 미쳤을 가능성에 대해 우려하고 있다. 슈라이버는 또한 "행복한 가정의 가능성에 대한 소설의 자발적인 낙관주의자" 역할을 하는 내레이터의 남편인 프랭클린에 의해 대표되는 미국적인 낙관주의와 "높은 희망에 짓눌린"을 소설의 주요 주제 중 하나로 식별한다

## 각색

### 영화 각색
2005년에 BBC 필름스는 이 책을 영화로 각색할 권리를 얻었다. 린 램지 감독이 감독을 맡았다. 2009년 3월 틸다 스윈튼이 에바 역으로 영화에 출연하기로 계약했다고 발표되었다. 촬영은 2010년 4월 19일 코네티컷주 스탬퍼드에서 시작되었다. 2011년 9월 9일과 11일에 열린 토론토 국제 영화제에서 케빈에 대한 이야기가 상영되었다. 존 C. Reilly는 Franklin을 연기하고 Ezra Miller는 Kevin을 연기한다. 이 영화는 2011년 칸 영화제에서 경쟁 부문에서 초연되었으며 영화 비평가들로부터 찬사를 받았다.

## 라디오 각색
2008년 1월 7일부터, 이 이야기는 BBC 라디오 4에서 10개의 15분짜리 에피소드로 연재되었고 매일 여성의 시간 드라마로 방송되었다. 매들린 포터가 에바 카차두리안 역으로 출연했다. Ethan Brooke와 Nathan Nolan은 다양한 나이에 Kevin을 연기했고 Richard Laing은 Franklin Plasket을 연기했다. 그것은 때때로 BBC 라디오 4 엑스트라에서 반복된다.